# Habenaria hexaptera
Habenaria hexaptera är en orkidéart som beskrevs av John Lindley. Habenaria hexaptera ingår i släktet Habenaria och familjen orkidéer. Inga underarter finns listade i Catalogue of Life.